# Dvorac Biblos
Dvorac Biblos križarski je dvorac koji se nalazi kod grada Biblosa na libanonskoj obali. Dvorac su izgradili križari u 12. stoljeću od vapnenca i ostataka starorimskih građevina. Dio je UNESCO-ove svjetske baštine.

## Vanjske poveznice
- Biblosinfo
- Biblos na MiddleEast.com
- Križarski gradovi na Bliskom istoku